# Kantonering

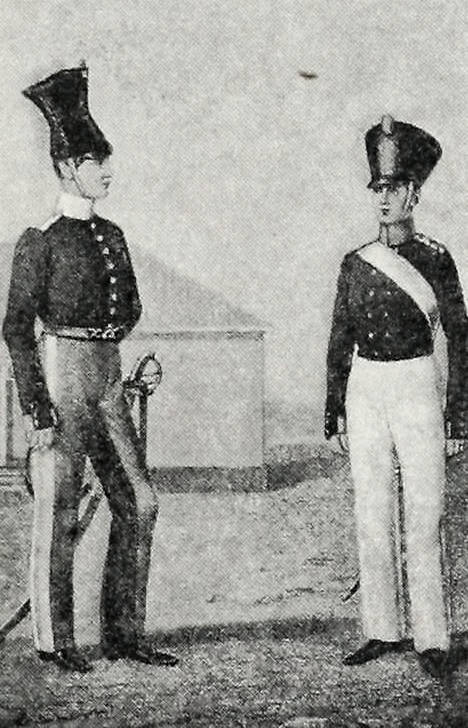
Kantonering

Kantonering (efter franska cantonner, förlägga till visst område, gå eller ligga i förläggning) är ett begrepp som förr användes för truppers förläggning i kvarter, vilka då kallades kantoneringskvarter. Vanligen menades med en sådan förläggning att varje man erhöll sängplats och varje häst plats under tak. En sådan förläggning kallades även "förläggning i rymliga eller vidsträckta kvarter".

## Kantonister i Preussen
Kantonförfattningen var en författning i Preussen, enligt vilken den preussiska arméns rekrytering inom landet skedde under 1700-talet. Hela preussiska staten indelades 1733 i militära rekryteringsområden, så kallade kantoner (efter franska canton, distrikt, område), av vilka ett tilldelades varje regemente. Varje manlig innevånare inom kantonen var krigstjänstskyldig från 20 års ålder, och bland de tjänstskyldiga uttogs erforderligt antal rekryter till regementet. Detta manskap kallades kantonister. En mängd undantag fanns dock för adelsmän, näringsidkare, ägare av en viss förmögenhet, utövare av vissa yrken samt för hela landsdelar. Tjänstetiden för kantonisterna var 20 år, men permittering ägde dock rum i stor skala. Kantonförfattningen kan sägas vara en föregångare till den allmänna värnplikten.

## Kantonister i Ryssland
I Ryssland var kantonister under första hälften av 1800-talet benämning för barnsoldater i den ryska armén. De togs ut vid åtta års ålder och uppfostrades vid garnisonskolorna för framtida militärtjänst. Skolor inrättades från 1721 genom ett dekret av tsar Peter den store som stipulerade att varje regemente skulle ha en skola för femtio pojkar avsedda för söner till regementets soldater.
Judiska pojkar i Ryssland togs efter 1827 ut till militärtjänst vid tolv års ålder och placerades i kantonistskolor för en sexårig militärutbildning. Liksom alla andra som skrevs ut till militärtjänst var de tvungna att tjänstgöra vid den ryska armén i tjugofem år efter avslutad utbildning.